# Bakersfield Jam 2013-2014
La stagione 2013-14 dei Bakersfield Jam fu l'8ª nella NBA D-League per la franchigia.
I Bakersfield Jam arrivarono quarti nella West Division con un record di 24-26, non qualificandosi per i play-off.

## Roster
| N° | Naz.                   | Ruolo | Sportivo          | Anno | Alt. | Peso |
| -- | ---------------------- | ----- | ----------------- | ---- | ---- | ---- |
| 4  | Stati Uniti (bandiera) | GA    | Derrick Byars     | 1984 | 201  | 100  |
| 5  | Stati Uniti (bandiera) | G     | Terrel Harris     | 1987 | 196  | 86   |
| 5  | Stati Uniti (bandiera) | GA    | Damion James      | 1987 | 201  | 102  |
| 7  | Stati Uniti (bandiera) | A     | Renaldo Major     | 1982 | 201  | 95   |
| 9  | Stati Uniti (bandiera) | G     | Dwight Buycks     | 1989 | 191  | 86   |
| 9  | Stati Uniti (bandiera) | G     | Akeem Scott       | 1983 | 185  | 82   |
| 9  | Stati Uniti (bandiera) | G     | Jeremy Wise       | 1986 | 188  | 84   |
| 11 | Stati Uniti (bandiera) | G     | Aaron Johnson     | 1988 | 173  | 79   |
| 11 | Stati Uniti (bandiera) | G     | Jerel McNeal      | 1987 | 191  | 91   |
| 12 | Stati Uniti (bandiera) | G     | Jared Cunningham  | 1991 | 193  | 88   |
| 12 | Francia (bandiera)     | C     | Rudy Gobert       | 1992 | 218  | 108  |
| 13 | Stati Uniti (bandiera) | G     | Ian Clark         | 1991 | 191  | 79   |
| 14 | Stati Uniti (bandiera) | G     | Anthony Harris    | 1985 | 188  | 86   |
| 14 | Germania (bandiera)    | G     | Dennis Schröder   | 1993 | 188  | 75   |
| 15 | Stati Uniti (bandiera) | A     | Billy Baptist     | 1987 | 196  | 84   |
| 17 | Stati Uniti (bandiera) | G     | JamesOn Curry     | 1986 | 193  | 91   |
| 17 | Stati Uniti (bandiera) | A     | Jordan DeMercy    | 1988 | 201  | 98   |
| 19 | Stati Uniti (bandiera) | G     | John Jenkins      | 1991 | 193  | 98   |
| 21 | Stati Uniti (bandiera) | A     | James Nunnally    | 1990 | 201  | 93   |
| 21 | Stati Uniti (bandiera) | A     | Jake O'Brien      | 1989 | 206  | 100  |
| 22 | Stati Uniti (bandiera) | G     | Archie Goodwin    | 1994 | 196  | 86   |
| 22 | Porto Rico (bandiera)  | G     | Carlos Strong     | 1987 | 193  | 98   |
| 23 | Stati Uniti (bandiera) | G     | Markeith Cummings | 1988 | 198  | 109  |
| 24 | Stati Uniti (bandiera) | A     | Dennis Horner     | 1988 | 206  | 104  |
| 24 | Stati Uniti (bandiera) | G     | Von Wafer         | 1985 | 196  | 95   |
| 32 | Stati Uniti (bandiera) | A     | Doug Thomas       | 1983 | 206  | 111  |
| 33 | Nigeria (bandiera)     | AC    | Ike Diogu         | 1983 | 203  | 116  |
| 34 | Sudan (bandiera)       | AC    | Mac Koshwal       | 1987 | 208  | 109  |
| 44 | Stati Uniti (bandiera) | C     | Brian Butch       | 1984 | 211  | 109  |

## Staff tecnico
- Allenatore: Will Voigt
- Vice-allenatore: John Bryant
- Preparatore atletico: Shaun Mirza